# Platja del Somorrostro
La platja del Somorrostro és una platja del barri de la Barceloneta (Ciutat Vella) de Barcelona, amb uns 522 m de llargada i 114 d'amplada. Està situada entre les platges de la Barceloneta i de la Nova Icària, davant de l'Hospital del Mar. Fins al 1966, la platja del Somorrostro va acollir el barri de barraques que li donà nom. A partir de l'any 2011, el tram de la platja de la Barceloneta comprès entre el Port Olímpic i l'espigó del Gas fou reanomenat com a platja del Somorrostro per a recuperar la memòria dels barris de barraques de la ciutat.
Està guardonada amb la Bandera Blava, que reconeix internacionalment la qualitat de l'aigua i serveis.
El febrer de 2020 un bussejador va localitzar-hi un objecte sospitós de ser un artefacte explosiu a uns cinc metres de la costa, fet que va obligar a acordonar la platja. Dos dies més tard es va saber que no es tractava d'un projectil de guerra sinó d'un tub metàl·lic cilíndric en desús dins d'una carcassa de formigó, destinat a la mescla de gasos. L'agost anterior havia estat localitzada al mar de la platja de Sant Sebastià una bomba de la guerra civil sense detonar, de 70 quilos d'explosius, i que va obligar a acordonar 250 metres.

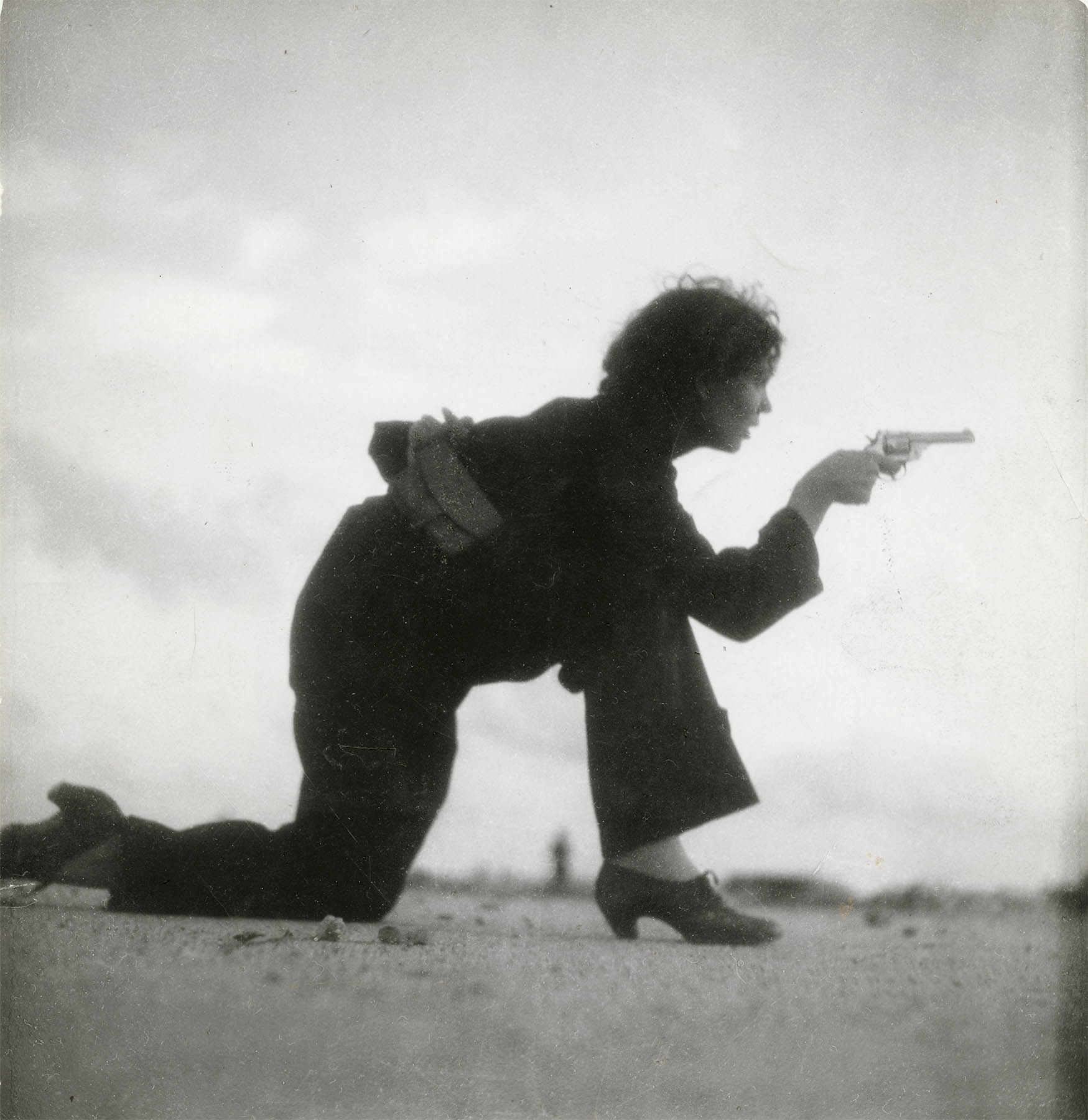
Soldada republicana a Barcelona (1936), fotografia de Gerda Taro durant la Guerra Civil espanyola, a la platja del Somorrostro.

Platges de Barcelona